# 埃伦巴赫
埃伦巴赫（德語：Erlenbach）是瑞士联邦苏黎世州迈伦区的市镇。该市镇面积为2.97平方千米，海拔高度412米，2018年12月31日人口数为5,617。